# Berestyn
Berestyn (ukr. Берестин, dawniej Bilowska, Konstantynohrad, Krasnohrad) – miasto na Ukrainie, w obwodzie charkowskim, siedziba władz rejonu krasnohradzkiego.

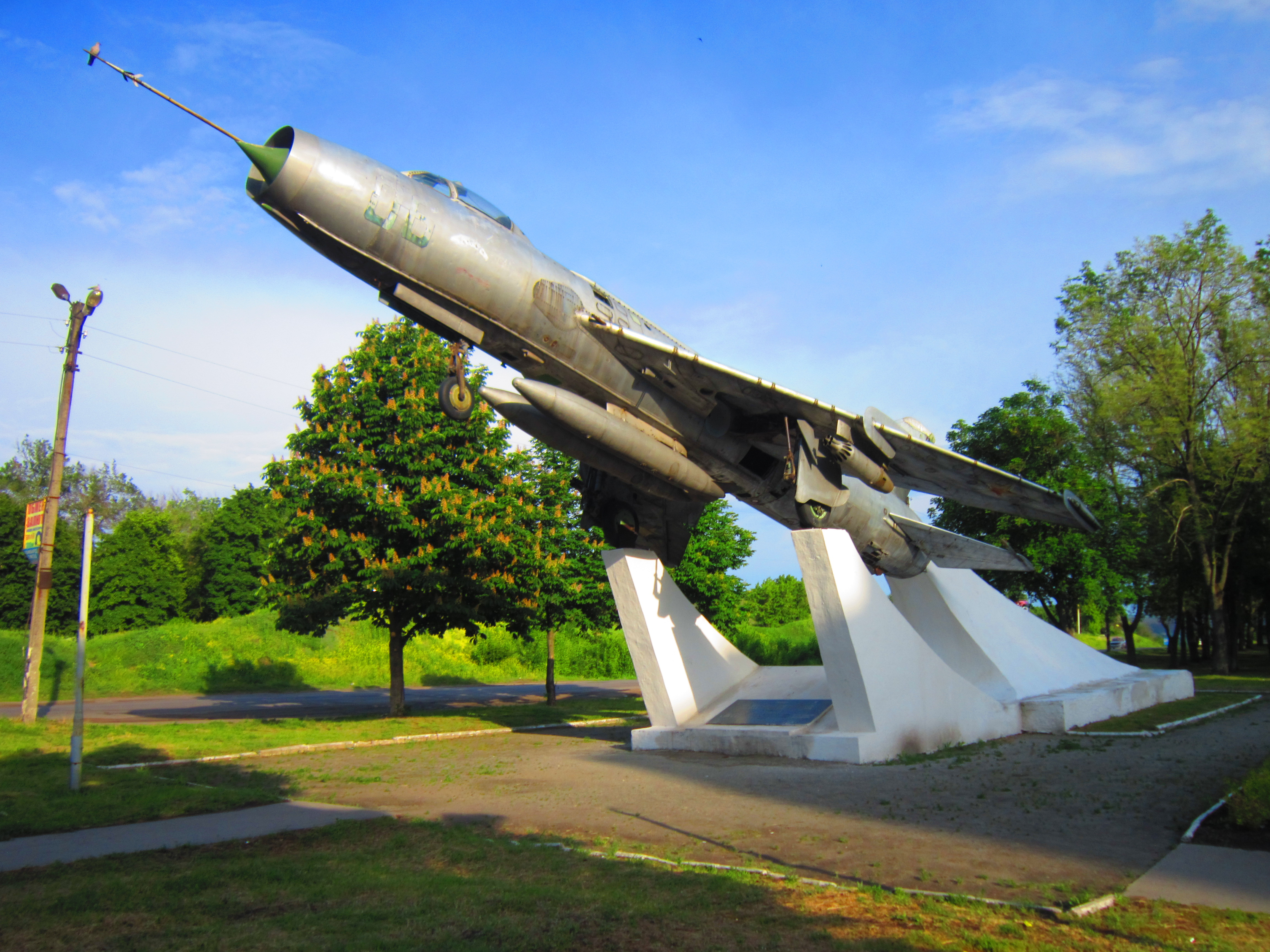
Pomnik-samolot

## Historia
Miasto zostało założone jako Forteca Bilowska w latach 1731–1733, jako fragment linii obronnej, przebiegającej od Dniepru do Dońca. W 1784 przemianowane na Konstantynohrad, prawa miejskie nadano w 1797.
W 1922 przemianowane na Krasnohrad.

## Demografia
W 1959 liczyło 15 419 mieszkańców.
W 1989 liczyło 26 398 mieszkańców.
W 2013 liczyło 21 332 mieszkańców.
W 2018 liczyło 20 674 mieszkańców.